# 原平代縣地震
原平代縣地震是北魏延昌元年四月二十（512年5月21日），發生於山西省原平、代縣間、震級為7.5級的特大地震。

## 史料記載
《魏書·靈征志》載：「延昌元年四月庚辰，京師及並、朔、相、冀、定、瀛六州地震。恒州之繁畤、桑幹、靈丘，肆州之秀容、雁門地震陷裂，山崩泉湧，殺五千三百一十人，傷者二千七百二十二人，牛馬雜畜死傷者三千餘。」這是山西省境內歷史記載的首次7級以上強烈地震。